# La Baie du silence
Pour plus de détails, voir Fiche technique et Distribution.
La Baie du silence (The Bay of Silence) est un thriller britannico-néerlandais réalisé par Paula van der Oest et sorti en 2020.

## Fiche technique
- Titre original : The Bay of Silence
- Titre français : La Baie du silence
- Réalisation : Paula van der Oest
- Scénario : Caroline Goodall d'après le roman The Bay of Silence de Lisa St Aubin de Terán
- Photographie : Guido van Gennep
- Montage : Sander Vos et Paul Tothill
- Décors :
- Costumes :
- Son :
- Musique: John Swihart
- Producteurs : Alain De Levita, Cheyanne Kane, Jason Newmark, Caroline Goodall
- Sociétés de production : Silent Bay Productions, Media Finance Capital, Vigilant Entertainment, Imperative Entertainment, TS Entertainment, Ngage Productions, New Scope Film, Levitate Film
- Sociétés de distribution : Vertical Entertainment et Signature Entertainment
- Pays d'origine :  Royaume-Uni- États-Unis
- Format : Couleur - Numérique - Son Dolby numérique
- Genre : Thriller
- Durée : 93 min
- Dates de sortie :
  - États-Unis : 18 août 2020
  - Royaume-Uni : 24 septembre 2020
  - France : 7 avril 2022 (DVD)

## Distribution
- Claes Bang : Will Walsh
- Olga Kurylenko : Rosalind Palliser
- Brian Cox : Milton Hunter
- Alice Krige : Vivian Palliser
- Assaad Bouab : Pierre Laurent
- Caroline Goodall : Marcia
- Duncan Duff : Curator
- Hannah van der Westhuysen : Becca